# Джордж-Таун (Тасмания)
Джо́рдж-Та́ун, или Джорджтаун (Палава-кани: kinimathatakinta) — город на северо-востоке Тасмании, на восточном берегу устья реки Теймар. По данным Австралийского статистического управления, по состоянию на 30 июня 2016 года в муниципальном районе Джордж-Тауна проживало 6764 человека.
Это региональный центр района местного самоуправления, оснащённый районной больницей, супермаркетами и прочей инфраструктурой.

## История

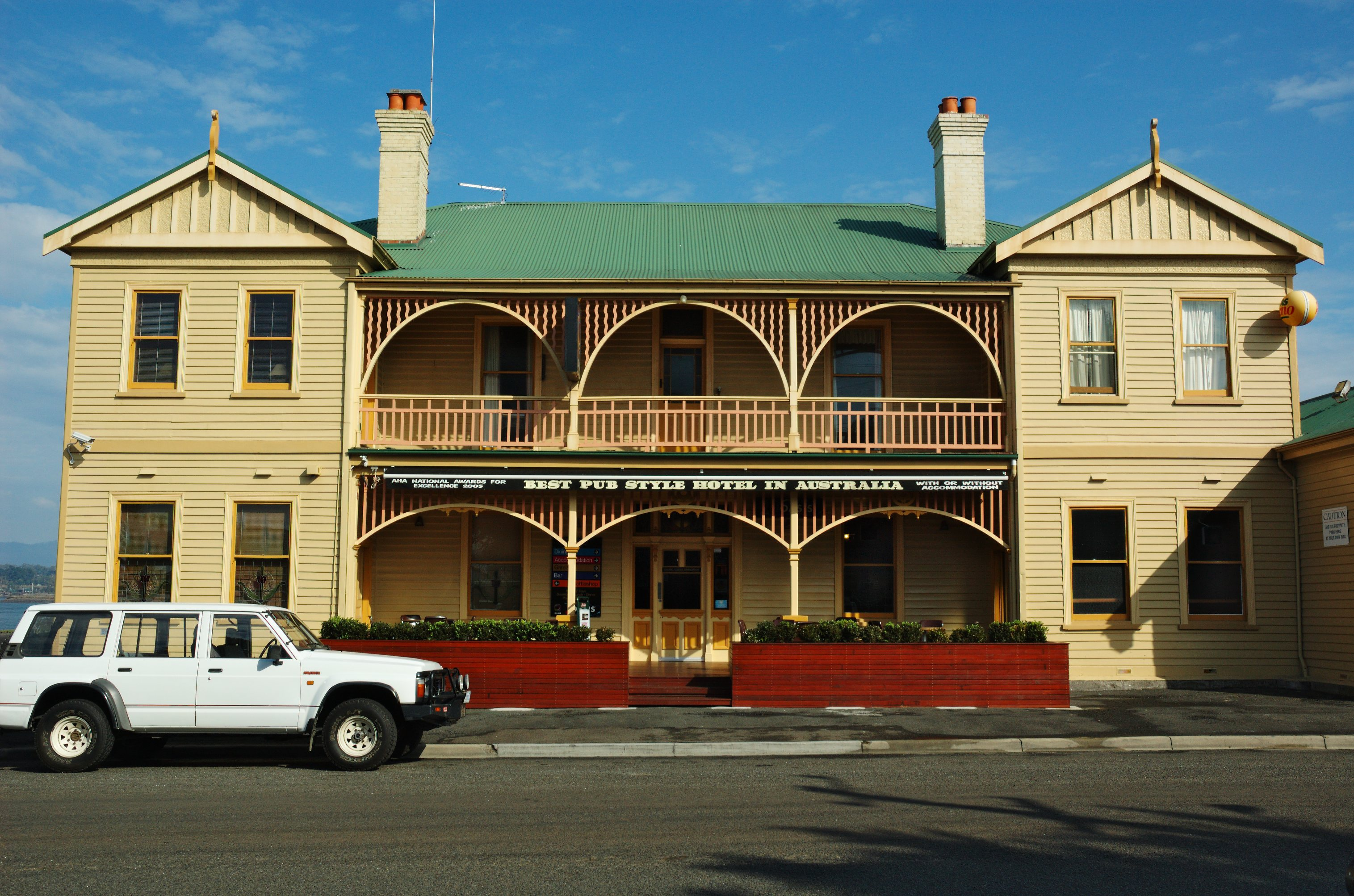
Отель Пирс

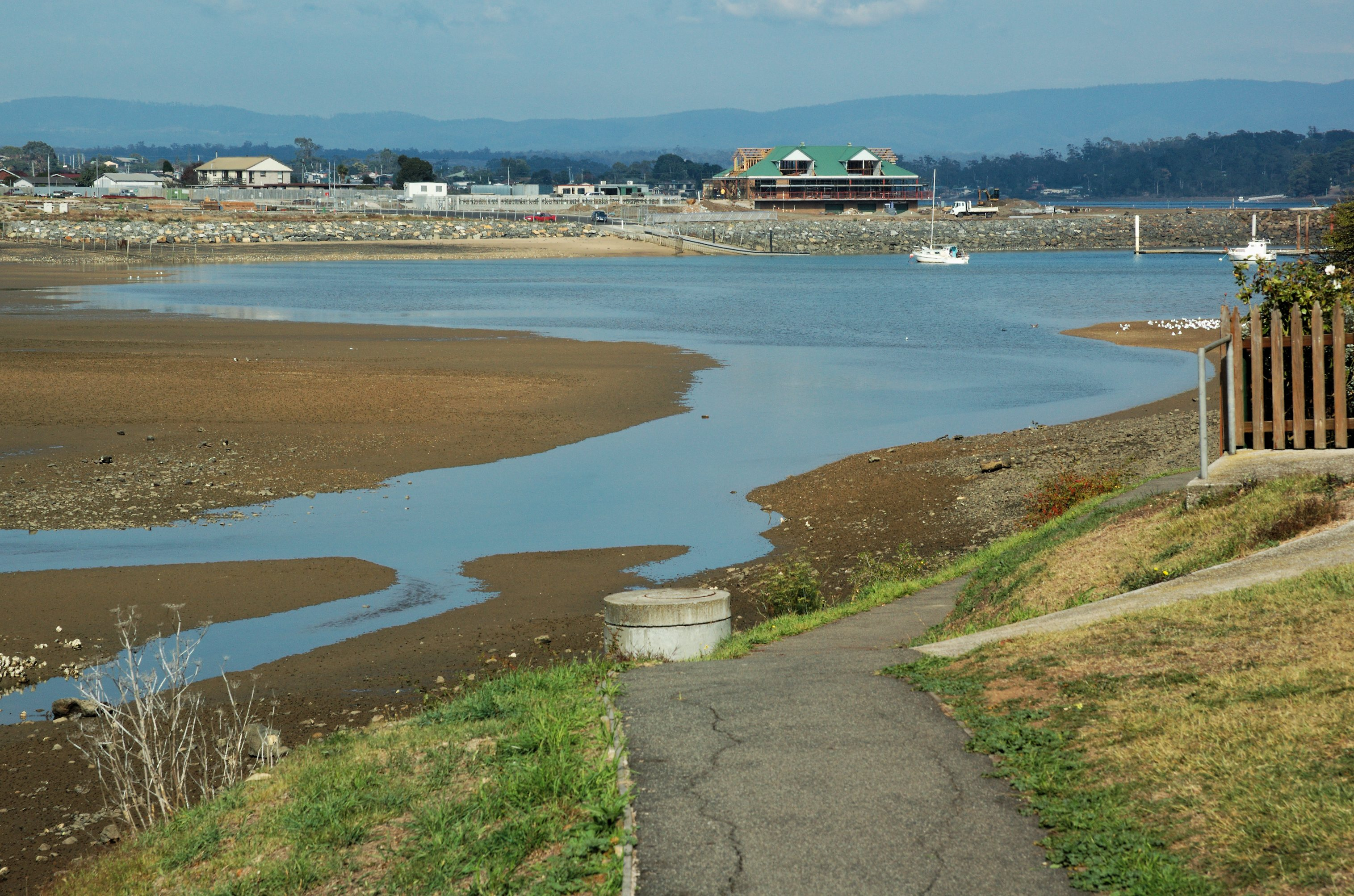
Йоркская бухта

Территория, которую сейчас занимает Джордж-Таун, была заселена аборигенами Тасмании, по крайней мере, с 7000 года до н. э. и, возможно, даже с 43000 года до н. э.

### Европейское поселение
Раннее наблюдение реки Теймар произошло в 1798 году, когда Басс и Флиндерс вошли в реку во время своего кругосветного плавания над Тасманией. Река в устье была названа Порт-Далримпл, а место, которое впоследствии станет Джордж-Таун, называлось Внешней бухтой. Уильям Коллинз в январе 1804 года провёл 18-дневное исследование реки, чтобы определить лучшее место для поселения. В ноябре 1804 года прибыл полковник Уильям Патерсон с четырьмя кораблями с 181 человеком, заключёнными, солдатами и одним вольным поселенцем, и во Внешней бухте было основано поселение. Впоследствии основное поселение переместилось в западное русло реки, а затем в её исток, примерно на 50 км к югу, названный Лонсестон. Когда в 1811 году главнокомандующий Лахлан Маккуори совершил поездку по Тасмании, он перенёс поселение обратно во Внешнюю бухту и назвал его Джордж-Таун в честь короля Георга III. Население переезжало неохотно, и всерьёз строительство города началось только в 1819 году. Из-за необходимости поддерживать оборонительную позицию в устье реки, независимо от условности основного местоположения поселения, территория Джордж-Тауна постоянно заселена с 1804 года, что делает его одним из самых ранних европейских поселений в Австралии.

### Раннее общение
1822 — Открытие почтового отделения Джордж-Тауна, г-н У. Браун назначен почтмейстером 11 октября 1822 года.
1825 — Семафорная система долины Теймар.
1869 — Восточный удлинительный телеграфный кабель соединил Тасманию с материковой частью Австралии.

## География и достопримечательности
- Гора Джордж
- Семафор долины Теймар[12].

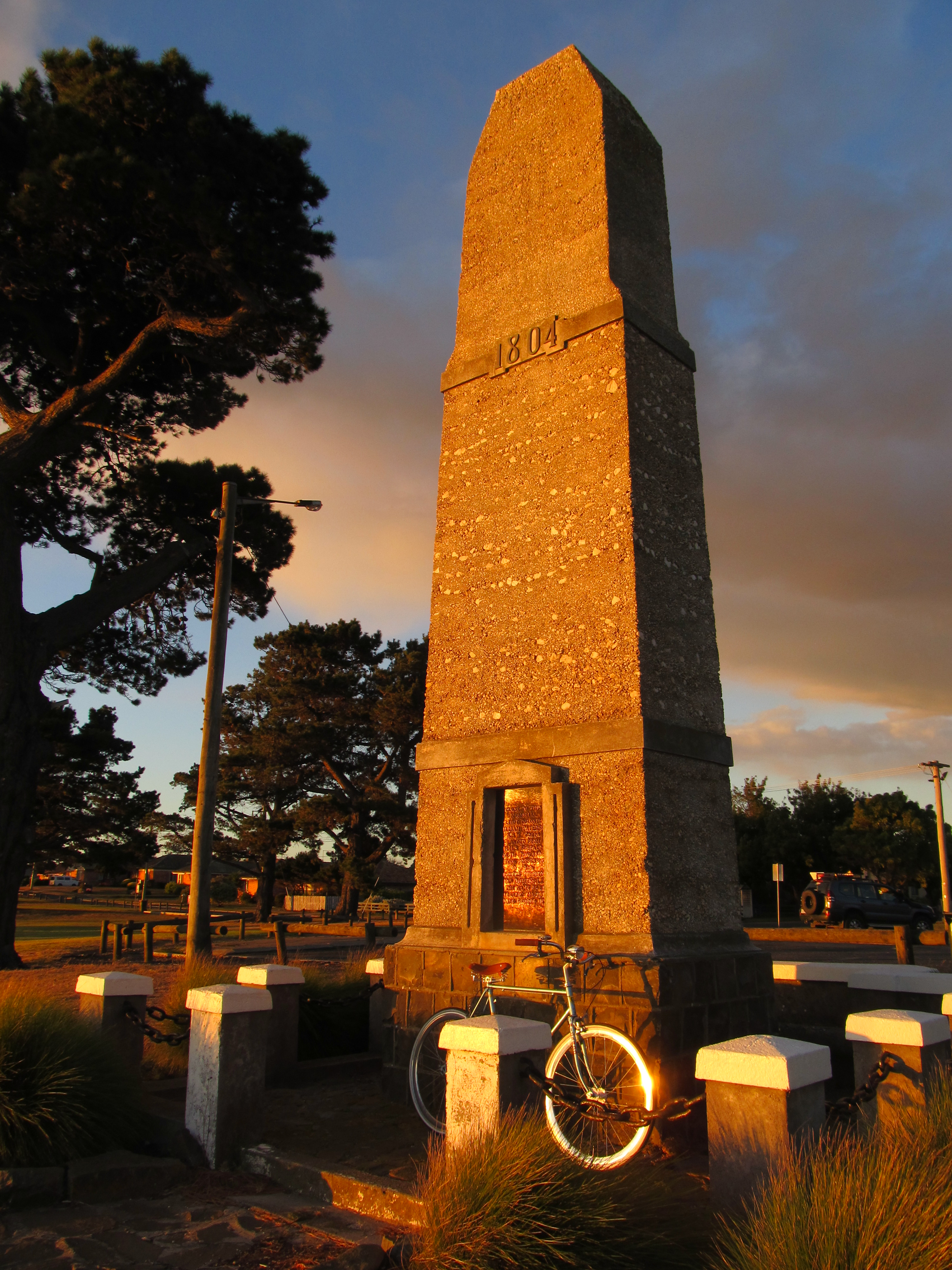
Памятник Патерсону

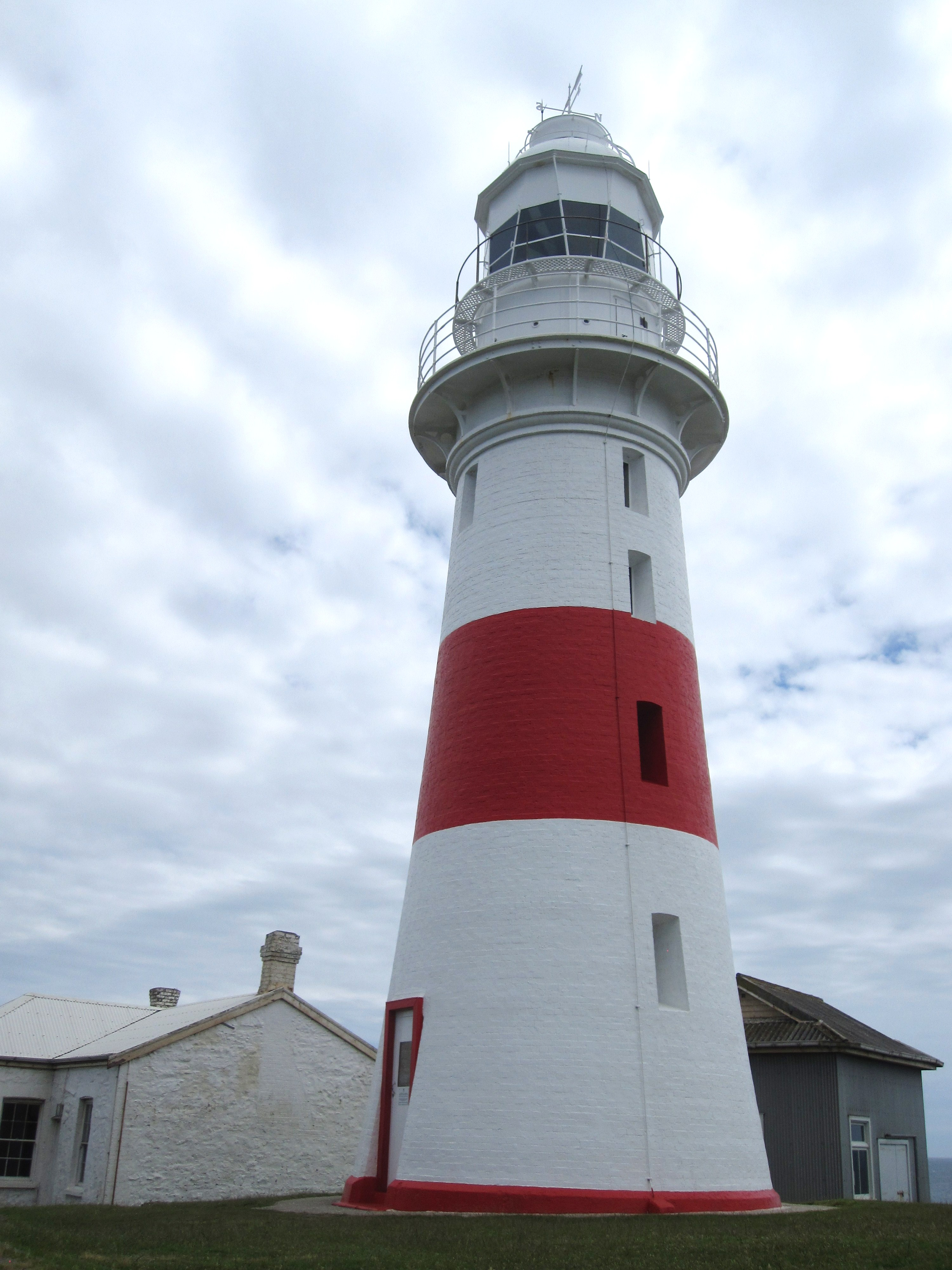
Маяк Лоу-Хед, cельский населённый пункт Лоу-Хед, Тасмания, направлен на северо-запад в 2010 году

- Лоу-Хед[англ.] — cельский населённый пункт в районе местного самоуправления (LGA) Джордж-Тауна в регионе Лонсестон, штат Тасмания;
  - а также — одноимённый маяк[англ.].
- Мост Бэтмена — соединяет муниципалитет Джордж-Тауна и Западную Теймар.
- Канамалука или река Теймар (официальное название — «канамалука / река Теймар») — 70-километровый эстуарий в северной части Тасмании (Австралия). Несмотря на то, что официально называется рекой, водный путь является солоноватым и, по сути, приливным лиманом по всей его длине.

## Инфраструктура
Basslink — высоковольтный подводный подводный кабель постоянного тока, напряжением 400 кВ, соединяющий Тасманию с Национальным рынком электроэнергии, заканчивается в Джордж-Тауне.
В 2007 году австралийская энергетическая инфраструктурная компания Алинта построила электростанцию (Газовая электростанция) в долине Теймар мощностью 200 МВт в окрестностях Джордж-Тауна: она создаёт 200 прямых и 100 косвенных рабочих мест во время строительства и вырабатывает электроэнергию с 2009 года.
В северной Тасмании на восточном берегу реки Теймар расположен промышленный центр и порт Белл-Бей, рядом с ними располагаются алюминиевый и марганцевый завод.
В Джордж-Тауне 3 школы:
- Начальная школа Южного Джордж-Тауна[14]
- Морской колледж «Звезда»[англ.]
- Школа Порт-Далримпл[англ.]

## Целлюлозный завод Белл-Бэй
Gunns Limited предложила построить здесь целлюлозный завод в 2006 году, однако Gunns вступил в конкурсную процедуру в 2013 году с большой задолженностью, и завод не продолжил работу, поскольку активы компании были проданы.

### Трасса для горных велосипедов
Совет Джордж-Тауна разрабатывает 80 км специально построенных трасс для горных велосипедов по двум отдельным сетям — одна на склонах горы Джордж недалеко от центра города, а вторая на холмах Типпогори, в пяти километрах к югу от городка. Ожидается, что проект будет завершён к октябрю 2021 года.

## Достопримечательности
Георгианский дом «Роща», построенный в 1829 году, привлекает множество посетителей, как и пилотная станция, построенная в 1805 году каторжниками в Лоу-Хеде.
Джордж-Таун также является популярным местом у моря для любителей плавания, сёрфинга, рыбалки и катания на лодках.
Джордж-Таун является домом для колонии маленьких пингвинов на близлежащем пляже в Лоу-Хеде.
Футбольный клуб Джордж-Тауна, клуб боулов Джордж-Тауна, футбольный клуб юниоров Джордж-Тауна и клуб крикета Джордж-Тауна примечательны среди его клубов и ассоциаций.
Центр Басса и Флиндерса имеет коллекцию исторических лодок, в том числе копию шлюпа Норфолк 1798 года.
Сторожевой дом на улице Маккуори, построенный в 1843 году, был городской тюрьмой. Здание было отремонтировано и открыто в 2004 году под галерею и краеведческий музей. На нём изображена масштабная модель города, каким он был в начале девятнадцатого века.
Джордж-Таун является домом для яркого сообщества художников. Группа региональных искусств Lighthouse проводит ежегодную художественную выставку, имеет местные и межштатные передвижные экспозиции в Watch House, а также постоянные выставки произведений искусства в центре Басса и Флиндерса, пилотной станции Low Head и галерее Джима Муни.
Военный музей / выставка RSL в Джордж-Тауне на Маккуори-стрит является одним из самых разнообразных военных музеев Тасмании и имеет большую статическую экспозицию, посвящённую конфликтам, начиная с 1880-х годов и до наших дней. Коллекция охватывает как австралийскую, так и зарубежную милитарию и историю, а также, возможно, единственную коллекцию артефактов Третьего Рейха, выставленную в штате.

## Средства массовой информации
В Джордж-Тауне есть местная радиостанция — Tamar FM 95.3, общественная радиостанция, которая обычно играет музыку и рекламирует местные предприятия.

## События
Вот некоторые основные события, которые ежегодно происходят в Джордж-Тауне:
- Фольклорный фестиваль в долине Теймар, который проводится в третьи полные выходные января (через неделю после фольклорного фестиваля Cygnet), включает выступления местных, межгосударственных, а иногда и международных музыкантов, а также семинары, сессии и другие праздничные мероприятия[21].
- Фестиваль стимпанка[22].
- Новогодняя феерия в Джордж-Тауне, организованная The George Town Neighborhood House и The Crazy Duck.
- «Классические автомобили и кофе Дона Марио» — встреча/показ энтузиастов классических автомобилей: первое воскресенье каждого месяца[23].

## Известные люди
Известные люди из Джордж-Тауна или которые жили в Джордж-Тауне, включают:
- Джон Юл, один из первых священнослужителей
- Брендон Болтон, тренер футбольного клуба Carlton в Австралийской футбольной лиге
- Дэнни Кларк, велосипедист.